# Félix Gaillard
Félix Gaillard d'Aimé (Parijs, 15 november 1919 – op zee, nabij Jersey, 10 juli 1970) was een Frans politicus. Hij was van 6 november 1957 tot 15 april 1958 premier van Frankrijk (Président du Conseil).

## Biografie

### Achtergrond, opleiding en vroege carrière
Gaillard stamde uit een oude familie uit Charente. Hij was rechtenstudent aan de École Libre des Sciences Politiques in Parijs en promoveerde op twintigjarige leeftijd. Aan het begin van de Tweede Wereldoorlog nam hij dienst in het Franse leger, maar na de wapenstilstand (juli 1940) werd hij gemobiliseerd. In 1943 werd hij belastinginspecteur en sloot zich aan bij het verzet. In 1944 werd hij assistent van Alexandre Parodi, gelegeerde van de Gouvernement Provisoire de la République Française (GPRF, Voorlopige Regering van de Franse Republiek) in Frankrijk.
Gaillard onderhandelde na de bevrijding met Jean Monnet met Amerikaanse gemachtigden in Washington over een lening (december 1944). Later was hij directeur van de staf van Monnets Commissariat du Plan.

### Politieke carrière
Gaillard was lid van de Parti Radical-Socialiste (PRS, Radicaal-Socialistische Partij) en werd op 10 november 1946 in het Franse parlement gekozen voor het departement Charente. Hij bleef tot zijn dood lid van het parlement. Vervolgens bekleedde hij diverse regeringsfuncties, waaronder dat van staatssecretaris van Economische Zaken (1947-1948, 1952-1953) en minister van Financiën, Economische Zaken en Planning (1957). Als minister maakte hij zich sterk voor de ontwikkeling van het Commissariat à l'énergie atomique (Commissariaat voor Atoomenergie). Als voorstander van een orthodox financieel beleid diende hij meestal alleen in meer behoudende regeringen. Als minister van Financiën in het kortstondige kabinet-Bourgès-Maunoury devalueerde hij de franc en gaf hij de aanstoot tot enkele hervormingen en bezuinigingen. Het kabinet viel echter al naar enkele maanden.
In 1949 was hij lid van de eerste Raadgevende Vergadering (de latere Parlementaire Vergadering) van de Raad van Europa.

### Premier van Frankrijk
Op 8 november 1957 werd Gaillard premier van Frankrijk (Président du Conseil). Met 38 jaar was hij de jongste premier van Frankrijk ooit. Gaillards ambtstermijn stond in het teken van de oorlog in Algerije. Het vorige kabinet was gevallen over een regeringsvoorstel om Algerije autonomie te verlenen binnen het Franse rijk. Gaillard zorgde voor een nieuw, afgezwakt, voorstel tot autonomie dat door het parlement werd aangenomen.
Op 8 februari 1958 bombardeerde de Franse luchtmacht op eigen initiatief de Tunesische stad Sakiet Sidi Youssef, omdat zich daar strijders van het FLN zouden ophouden. Hierbij kwamen 69 burgers om het leven, waaronder 21 kinderen. De aanval leidde tot fel internationaal protest en op 17 februari aanvaardde het kabinet-Gaillard een Anglo-Amerikaanse bemiddelingspoging inzake de kwestie-Algerije. Een driepartijenoverleg vond plaats in de privéresidentie van Gaillard in Barbezieux-Saint-Hilaire in Charente. Dit overleg wekte de woede op van de voorstanders een Frans Algerije (Algérie Française) en zij betitelden het overleg als een nieuw München. De uitkomst van de besprekingen – die moeizaam verliepen – was de ontruiming van de Franse vliegvelden in Tunesië. Om te voorkomen dat FNL ze zou gebruiken, zouden dezen onder neutraal toezicht worden gesteld. Tunesië van haar kant ontkende de FLN steun te hebben verleend, maar beloofde wel dat de FLN geen acties vanaf haar grondgebied zou ondernemen. Voorts besloot de (prowesterse) Tunesische president Habib Bourguiba de diplomatieke betrekkingen die na het bombardement waren opgeschort, te zullen hervatten. De besluiten die in april 1958 te Barbezieux waren genomen, betekenden de genadeklap voor de regering daar verscheidene conservatieve ministers hun ontslag indienden. Op 15 april 1958 was het kabinet gevallen.
Op 14 mei 1958 werd Pierre Pflimlin (MRP) premier van een overgangskabinet. Dit zou het laatste kabinet van de Vierde Franse Republiek zijn.

### Na zijn premierschap
Op 1 juni 1958 sprak Gaillard zich uit vóór de terugkeer van generaal Charles de Gaulle. Van 1958 tot 1961 was hij voorzitter van de burgerlijke Parti Radical-Socialiste. Nadien verzette hij zich tegen de linkse koers van zijn partij en sprak hij zich uit tegen samenwerking met de communisten. Hij bepleitte een samenwerking van centrumlinkse en centrumrechtse partijen. Hij bekritiseerde sterk de nieuwe voorman van de radicaal-socialisten, Jean-Jacques Servan-Schreiber, die de partij weer nieuw leven in probeerde te blazen. In het parlement steunde Gaillard het beleid van generaal De Gaulle.
Op 10 juli 1970 zonk zijn plezierjacht als gevolg van een ontploffing. Daarbij kwamen Gaillard en drie passagiers om het leven. Zijn lichaam werd de volgende dag zeven mijl voor de kust van Jersey door een reddingsboot geborgen. Hij ligt begraven op de begraafplaats van Lachaise in het departement Charente (regio Nouvelle-Aquitaine).

## Privé
Gaillard d'Aimé was getrouwd met Dolorès Delepine, weduwe van de vroegere minister van Economische Zaken Raymond Patenôtre (1900-1951). Het echtpaar kreeg vier kinderen. Een van zijn dochters, Isabelle (1958), trouwde met Jacques Renavand (1939), een tennisspeler die in de jaren zestig enige faam verwierf.